# Bergrevier Dillenburg

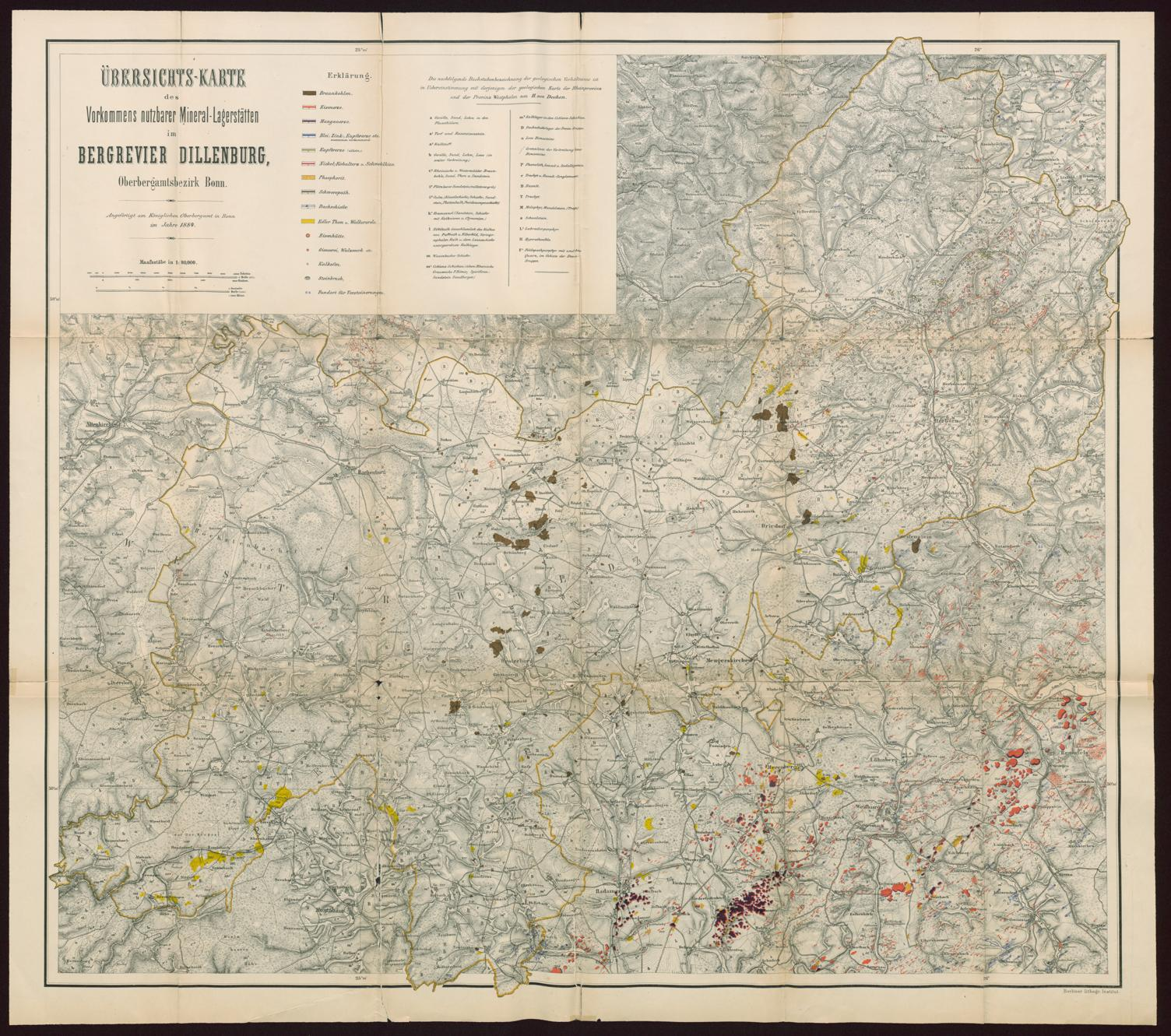
Karte des Bergreviers Dillenburg von 1884

Das Bergrevier Dillenburg war ein zum Oberbergamt Bonn gehöriges Bergbaurevier. Eine Monographie zum Revier  vom damaligen Dillenburger Bergrat Ernst Frohwein erschien 1885.

## Ausdehnung
Das Bergrevier Dillenburg hatte eine Fläche von 1317,22 km² und umfasste das komplette Amt Dillenburg sowie die Ämter Herborn, Rennerod, Marienberg, Hachenburg, sowie die Orte Selters und Wallmerode des Unterwesterwaldkreises.
Es grenzte im Norden an die Kreise Altenkirchen, Siegen-Wittgenstein, im Osten an den Kreis Biedenkopf und den Kreis Wetzlar, gen Süden an den Oberlahnkreis und das Amt Montabaur, gen Westen an die Kreise Koblenz und Neuwied.
Benachbarte Bergreviere waren Bergrevier Daaden-Kirchen, Bergrevier Siegen I, Bergrevier Siegen II, Bergrevier Müsen, Bergrevier Wetzlar, Bergrevier Weilburg, Bergrevier Diez, Bergrevier Hamm an der Sieg, sowie die Standesherrschaft Wittgenstein-Wittgenstein.

## Geschichte
Am 1. September 1559 wurde die Nassau-Katzenelnbogische Bergordnung durch den Grafen Wilhelm zu Nassau-Katzenelnbogen, Vianden und Diez erlassen.
Es wurde festgelegt, dass verschiedene Bergbeamte anzustellen seien (Bergvogt, Bergmeister, Geschworener, Bergschreiber, Berggegenschreiber, Hüttenschreiber, Probierer, Schichtmeister, Steiger usw.). Die Organisation der Bergverwaltung änderte sich später wiederholt. Am 13. November 1740 wurde beschlossen, die bisherigen separaten Ämter Forstamt und Bergamt abzuschaffen und alle diesbetreffenden Sachverhalte über die Rentkammer vorzunehmen. Am 12. März 1765 erfolgte die Errichtung einer Berg- und Hüttenkommission in Dillenburg. Dieselbe hatte ihren besonderen (damals zugleich forstkundigen) Chef und hing unmittelbar von der Landesregierung ab. Ein Mitglied der Kommission war dazu ausersehen, sich mit dem eigentlichen Detail des Betriebes zu beschäftigen und die Funktion des Bergmeisters zu überwachen, zu welcher alles gehörte, was das Amt eines Oberbergmeisters auf den Oberharzischen Bergwerken in sich fasset. Zur Führung der Protokolle, der verschiedenen Bergbücher (Bestätigungs- und Verschreibbuch, Gegenbuch, Rezessbuch, Handelsbuch, Abschieds- und Vertragsbuch) und der Registratur war ein Bergsekretär bestellt. In den Rechtsangelegenheiten hatte ein Rechtsgelehrter aus der Justizkanzlei mit Sitz und Stimme mitzuwirken. Bei der Kommission war der Gerichtsstand sämtlicher Berg- und Hüttenleute und Bergbeamten, ausgenommen in Zivilsachen die Realklagen und in Kriminalsachen die schweren Verbrechen. Bei der Verhandlung von Bergsachen war zwar die Zulassung des Schriftwechsels nicht gänzlich untersagt, allerdings sollten alle Angelegenheiten, welche mündlich geregelt werden konnten nicht schriftlich festgehalten werden. Der Berg- und Hütten-Kommission zu Dillenburg wurde gemäß Reskriptes vom 6. März 1769 für die rechtlichen Bergwerks- und Hüttenangelegenheiten das Amtskollegium zu Siegen als erste Instanz untergeordnet; jedoch ging die Jurisdiktion erster Instanz in diesen Sachen schon im Juli 1770 an die ordentlichen Gerichte über. Über die Berggerichtsbarkeit traf ferner die Verordnung vom 13. Dezember 1778 die Bestimmung, dass in allen Fällen, wo von einer Erkänntnis Unserer Berg- und Hüttenkommission an Uns appelliret worden, und die Akten zur Einholung eines weiteren Urtheils versendet werden müssen, es lediglich von Unserer Bergkommission abhängen und dieselbe nach den Umständen ermässigen solle, ob sie die Akten an einen Bergschöffenstuhl oder aber an eine Universität und deren Juristenfacultät versenden wolle.
Als im Jahre 1807 die Oranischen Landesteile dem Großherzogtum Berg einverleibt wurden, wurde die Berg- und Hütten-Kommission in Dillenburg aufgelöst und in Düsseldorf eine General-Administration für das Berg- und Salinenwesen des Großherzogtums Berg gebildet.
Nachdem im Jahre 1815 der größere Teil des Fürstentums Siegen von dem Fürstentum Dillenburg getrennt und mit Preußen vereinigt worden war, verfügte ein Erlass des Herzoglichen Staatsministeriums zu Wiesbaden vom 5. Dezember 1815, dass die Geschäftsverwaltung der wieder eingerichteten Berg- und Hüttensektion in Dillenburg mit dem 20. desselben Monats aufhören und auf die in Wiesbaden angeordneten Verwaltungsbehörden übergehen solle. Durch das landesherrliche Edikt vom 6. Januar 1816 wurde daraufhin die Berg- und Hüttenverwaltung im Herzogtum Nassau dem Geschäftskreis, der durch das Edikt vom 9./11. September 1815 eingesetzten Landesregierung zu Wiesbaden, endgültig zugeteilt. Nach § 7 dieses Edikts hatte dieselbe zu besorgen: Die Aufsicht auf den Berg- und Hüttenbetrieb, die Erteilung der Erlaubniss zur Anlegung solcher Werke, Ausfertigung der Schürf- und Mutscheine, Aufsicht auf die Gewerkschaften und ihre gewerkschaftliche Rechnungen, Handhabung derselben bei den ihnen erteilten Bewilligungen, insoweit sie nicht privatrechtliche Verhältnisse betreffen, Bestätigung der gewerkschaftlichen, zur Direktion der Werke bestimmten Diener. Unter der Landesregierung stand die Lokalbergverwaltung.
Durch Verordnung vom 3. April 1816 wurde das lange Zeit bestandene Verbot der Ausfuhr von Eisenstein und Braunkohlen aufgehoben, um auch in dieser Hinsicht den Einwohnern des Herzogthums eine völlig freie Benutzung ihres Eigenthums zu gestatten und ihnen den Weg zu eröffnen, dasselbe im höchsten Preis abzusetzen.
Bei der Reorganisation der Lokalbergverwaltung, welche durch das landesherrliche Edikt vom 4. Oktober 1826 erfolgte und an die Stelle der bis dahin bestandenen Bergverwaltungsbehörden vom 1. Januar 1827 an für das ganze Herzogtum zwei Inspektionsdistrikte oder Bergmeistereien mit den Sitzen in Dillenburg und Diez setzte, wurden der Bergmeisterei Dillenburg die Ämter Dillenburg, Hachenburg, Hadamar, Herborn, Selters, Marienberg, Meudt (heute Wallmerod), Rennerod und Weilburg zugeteilt. Der Bergmeisterei wurde ein Bergmeister vorgesetzt und für den ganzen Umfang des Herzogtums ein Markscheider vom Staat angestellt. Später wurden die beiden Amtsbezirke Hadamar und Weilburg durch Verordnung vom 21. November 1842 vom Bergmeistereibezirk Dillenburg abgetrennt und dem neu gebildeten Bergmeistereibezirk Weilburg einverleibt. Durch Gesetz vom 19. Oktober 1850 wurde für jeden der drei Bergmeistereidistrikte, also auch für Dillenburg, ein besonderer Markscheiderbezirk gebildet. Schließlich erfolgte mittels Verordnung des Staatsministeriums vom 12. August 1857 die Bildung eines vierten Bergmeisterei- und Markscheidereibezirks – der Bergmeisterei Wiesbaden – durch Teilung der Bergmeisterei Diez.
Nachdem das Herzogtum Nassau 1867 mit Preußen vereinigt wurde, erließ der preußische Minister für Handel, Gewerbe und öffentliche Arbeiten am 11. März 1867, dass die vier Bergmeistereibezirke Dillenburg, Diez, Weilburg und Wiesbaden aufrechterhalten werden sollten. Infolgedessen bestand das Bergrevier Dillenburg ab dem 1. April 1867. Die Einführung des Allgemeinen Berggesetzes vom 24. Juni 1865 erfolgte durch die Königliche Verordnung vom 22. Februar 1867.
1875 befanden sich im Bergrevier Dillenburg 22 Gruben, davon 19 in Betrieb, mit einer Belegschaft von insgesamt 495 Arbeitern.
Die im Gebiet des vormaligen Herzogtums Nassau vorhandenen Domanial-, Berg-, Hütten- und Hammerwerke, welche dem Herzoglichen Finanz-Kollegium zu Wiesbaden unterstellt waren, gingen am 1. April 1867 in das Ressort des Königlichen Oberbergamts zu Bonn über. Nach der von dieser Behörde am 3. Januar 1868 erlassenen Bekanntmachung wurde unter anderem an Stelle der bisherigen Domanial-Bergverwaltung in Dillenburg die Königliche Berginspektion in Dillenburg eingesetzt. Zu deren Verwaltungsbezirk gehörten 39 verliehene Gruben, von welchen im Jahr 1884 sieben (Beilstein, Oelsberg, Königszug, Eisenzeche, Steinberg, Bergstein und Laufenderstein) in Betrieb waren. Die Gesamtproduktion dieser Gruben betrug im Jahr 1884: 83.208 t Roteisenstein im Wert von 724.205 Mark; beschäftigt waren 615 Arbeiter mit 1226 Angehörigen.
Die drei im Bergrevier Dillenburg gelegenen fiskalischen Braunkohlengruben, von welchen die Gruben Oranien und Nassau im Jahre 1884 betrieben wurden, gehören zum Verwaltungsbezirk der Königlichen Berginspektion in Weilburg. 1884 betrug die Gesamtproduktion dieser Gruben 5677 t Braunkohle im Wert von 42.315 Mark. Ihre Belegschaft bestand aus 71 Arbeitern mit 166 Angehörigen.

## Gruben
Innerhalb des Bergreviers Dillenburg befanden sich zum Ende des Jahres 1884 folgende Gruben in Privatbesitz:
- Eisenerzgruben (verliehen: 1240, 54 in Betrieb)
- Manganerzgruben (verliehen: 9, keine in Betrieb)
- Kupfer-,Blei,Zink-, Silbererzgruben (verliehen: 158, 5 in Betrieb)
- Braunkohlegruben (verliehen: 220, 13 in Betrieb)
- Walkererdegruben (verliehen: 1, keine in Betrieb)
- Tongruben (verliehen: 101, 6 in Betrieb)
- Dachschiefergruben (verliehen: 99, 3 in Betrieb)
- Schwerspathgruben (verliehen: 11, keine in Betrieb)
- Schwefelkiesgruben (verliehen: 24, eine in Betrieb)

Die Gruben verteilten sich mehr zum östlichen Dillenburger Raum gen Ober- und Niederschelden hin. Auf den Hochflächen des Westerwalds war weniger Bergbau (lediglich Braunkohle und eher wenig Eisen) anzutreffen.

### Kohlebergwerke
Die Braunkohlebergwerke auf dem Westerwald sind in einer eigenen Liste zu finden:

Alle dort aufgeführten Gruben sind, mit Ausnahme von Niederdresselndorf (Concordia), Emmerzhausen (Adolfsburg) und Greifenstein (Bierhain), dem Bergrevier Dillenburg zugehörig.

### Erzbergwerke
Zu beachten ist, dass diese Seite auch Gruben der Bergreviere Diez, Wetzlar und Weilburg beinhaltet (ersichtlich aus der entsprechenden Tabellenspalte).
Weitere Erzgruben des Dillenburger Bergreviers (auf dem Westerwald), welche nicht dem Lahn-Dill-Gebiet zugeordnet werden können, sind folgend aufgeführt:
| Name       | Ort                      | Anmerkungen                                               | Lage | Beginn     | Ende | Bild |
| ---------- | ------------------------ | --------------------------------------------------------- | ---- | ---------- | ---- | ---- |
| Quelle     | Görgeshausen             | Eisen; verliehen am 9.11.1870                             |      | 1860-07-12 |      |      |
| Steinbruch | Niedererbach (Montabaur) | Eisen; verliehen am 1. April 1856; erweitert am 13.4.1870 |      | 1856-04-01 |      |      |

### Schieferbergwerke
Zu beachten ist, dass diese Seite auch Gruben der Bergreviere Diez, Wetzlar und Weilburg beinhaltet (ersichtlich aus der entsprechenden Tabellenspalte).
Weitere Schiefergruben des Dillenburger Bergreviers (auf dem Westerwald), welche nicht dem Lahn-Dill-Gebiet zugeordnet werden können, sind folgend aufgeführt:
| Name         | Ort          | Anmerkungen                                               | Lage | Beginn     | Ende | Bild |
| ------------ | ------------ | --------------------------------------------------------- | ---- | ---------- | ---- | ---- |
| Theodorsfund | Görgeshausen | Schiefer; gemutet am 18. Mai 1869; verliehen am 13.4.1870 |      | 1869-05-18 |      |      |